# Habrotrocha calosa
Habrotrocha calosa is een raderdiertjessoort uit de familie Habrotrochidae. De wetenschappelijke naam van deze soort is voor het eerst geldig gepubliceerd in 1942 door Wulfert.